# Vyšná Štefanová

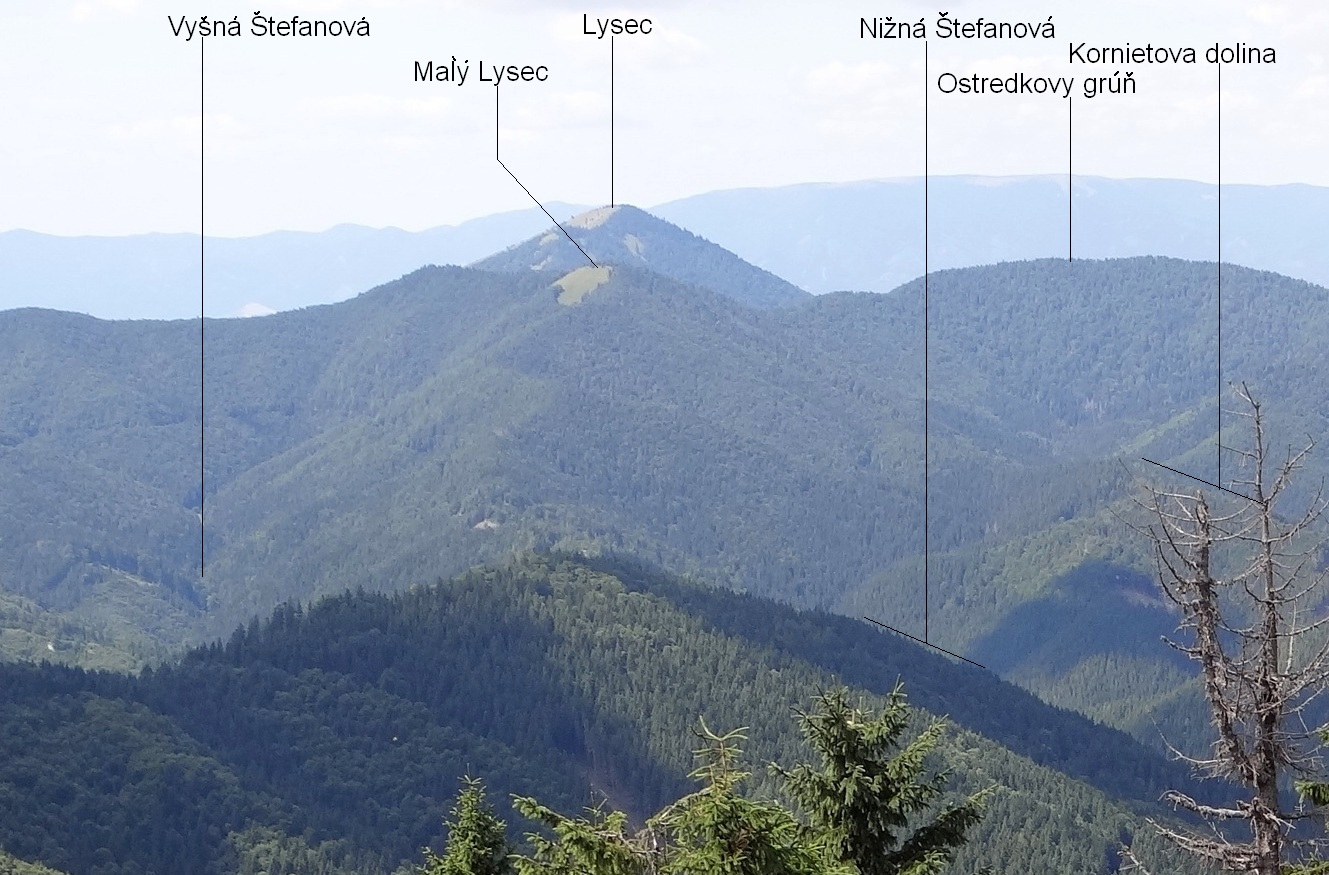
Widok z Tanečnicy

Vyšná Štefanová – dolina będąca lewym odgałęzieniem Ľubochnianskiej doliny (Ľubochnianska dolina) w Wielkiej Fatrze na Słowacji. Opada spod Štefanovej (1300 m) we wschodnim kierunku i ma wylot nieco powyżej wylotu doliny Rakytov. Prawe zbocza Vyšnej Štefanovej tworzy północny grzbiet Javoriny (1328 m) zwany Nad Matejovou, lewe południowo-wschodni grzbiet Malego Lysca (Malý Lysec, 1297 m). Krótki wschodni grzbiet Štefanovej dzieli górną część doliny na dwie części. 
Dolina jest całkowicie porośnięta lasem z niewielkimi tylko skalnymi wychodniami. Jej dnem spływa niewielki potok zasilający Ľubochniankę. Znajduje się w obrębie Parku Narodowego Wielka Fatra i nie prowadzi nią żaden szlak turystyczny.